# Замятнин, Михаил Николаевич
Михаи́л Никола́евич Замя́тнин (1877, Воронеж — 1929, там же) — русский архитектор, городской архитектор Воронежа (с марта 1911 года до конца 1918 года); представитель модерна.

## Семья
Отец Михаила Николаевича был мещанином, который вместе с семьёй переселился в Воронеж из Коломны. У Михаила Николаевича было пятеро братьев. Михаил Николаевич имел 2-ух детей .

## Образование
- После окончания в 1897 году реального училища М. Н. Замятнин учился в Санкт-Петербургском институте гражданских инженеров.
- С 1902 года работал в Воронеже в должности инженера по дорожным и гражданским сооружениям, инженером строительного отдела губернского правления.
- С марта 1911 года до конца 1918 года — городской архитектор Воронежа
- После 1918 года — председатель комитета государственных сооружений губСНХ, директор треста «Воронежглина»

## Построенные здания
- Здание Дворянского земельного и Крестьянского поземельного банка — ул. Орджоникидзе, 41. В этом доме сейчас находится Воронежская областная прокуратура и Воронежский областной суд.
- Здание областной глазной лечебницы — ул. Революции 1905 года. За постройку этого здания Михаил Николаевич был награждён орденом Святой Анны 3-й степени
- Дом купца А. Ф. Петрова — ул. Ф. Энгельса, 19. В этом здании сейчас находится противотуберкулёзный диспансер.
- Дом камергера М. М. Сомова — ул. Ф. Энгельса, 21
- Здание трамвайного парка, впоследствии — трамвайное депо № 1 — ул. 9-го Января, 54 (снесено в 2012 году)[2]
- Дом дочери надворного советника З. Н. Ивановой — ул. Никитинская, 3
- Дом дворянской семьи Перрен-Синельниковых — ул. Таранченко, 40 (Он в народе назывался «Дом генералов» и был снесен в 2015 году несмотря на то, что являлся объектом культурного наследия, занесен в соответствующий реестр и охраняется государством (документ о принятии на госохрану № 472), сохранен только фасад.
- Здание Музыкального училища — проспект Революции, 41
- Дом-приют для бедных женщин им. М. С. Ягупововой — ул. Каляева, 19
- Здание Волжско-Камского банка — ул. Плехановская, 10. В здании находится городская администрация.
- Дом купца Н. Т. Шуклина — проспект Революции, 56. Сейчас это здание кинотеатра «Пролетарий».
- Дом М. Н. Замятнина — ул. Алексеевского, 12
- Хлебозавод № 1 (ул. Ф. Энгельса,88, 1929 год) — здания завода снесены в 2021 году[3].